# والتر كرافت
والتر كرافت (بالألمانية: Walter Kraft)‏ هو أستاذ جامعي وملحن ألماني، ولد في 9 يونيو 1905 في كولونيا في ألمانيا، وتوفي في 9 مايو 1977 في أمستردام في هولندا.

## وصلات خارجية
- والتر كرافت على موقع IMDb (الإنجليزية)
- والتر كرافت على موقع IMDb (الإنجليزية)
- والتر كرافت على موقع مونزينجر (الألمانية)
- والتر كرافت على موقع ميوزك برينز (الإنجليزية)
- والتر كرافت على موقع أول موفي (الإنجليزية)
- والتر كرافت على موقع أول ميوزيك (الإنجليزية)
- والتر كرافت على موقع ديسكوغز (الإنجليزية)
- والتر كرافت على موقع قاعدة بيانات الفيلم (الإنجليزية)
- والتر كرافت على موقع كينوبويسك (الروسية)